# Marc Hodler
Marc Hodler, švicarski smučarski funkcionar, * 26. oktober 1918, Bern, † 18. oktober 2006, Bern, Švica.
Med letoma 1951 in 1998 je predsedoval Mednarodni smučarski organizaciji (FIS), od leta 1963 do svoje smrti pa je bil član Mednarodnega olimpijskega komiteja (MOK).

## Odlikovanja in nagrade
Leta 1995 je prejel srebrni častni znak svobode Republike Slovenije z naslednjo utemeljitvijo: »za njegove zasluge pri uveljavljanju slovenskega smučanja v mednarodnih športnih organizacijah in s tem za priznavanje suverenosti Republike Slovenije v mednarodnem športu«.